# Thor Lagerheim
Thor Olof Elias Lagerheim, född den 3 maj 1875 i Stockholm, död där den 27 november 1953, var en svensk friherre och militär. Han var son till major Elias Lagerheim och Anna Heijkenskjöld.
Lagerheim blev underlöjtnant 1896, löjtnant 1900, kapten vid generalstaben 1906, major 1916, överstelöjtnant 1918, överste i armén 1926. Han var chef för Vendes artilleriregemente 1928–1932. Lagerheim blev riddare av Svärdsorden 1917 och kommendör av andra klassen av samma orden 1929.